# Clara Luciani
Pour les articles homonymes, voir Luciani.
Clara Luciani, née le 10 juillet 1992 à Martigues (Bouches-du-Rhône), est une auteure-compositrice-interprète française.
Elle se fait d'abord connaître au sein du groupe de rock français La Femme qu’elle intègre en 2010 en chantant sur plusieurs morceaux.
En 2017 paraît son premier EP Monstre d'amour avec les titres Comme toi ou Monstre d'amour,. Le 8 décembre de cette même année, c'est avec La Grenade que Clara Luciani est propulsée sur le devant de la scène : le titre est un succès (il totalisera plus de 100 millions d'écoutes en 2021). Cette chanson sera publiée en avril 2018 dans son premier album Sainte-Victoire acclamé par la critique et certifié triple disque de platine en 2021. Cette même année 2021 paraît son deuxième album Cœur, aux affluences disco dans lequel on trouve les titres Le Reste, Respire encore ou même Amour toujours. Cet album studio connaitra le même succès que le premier en étant lui aussi certifié triple disque de platine en 2022 (300 000 ventes certifiées).
En novembre 2024 sort Mon sang qui sera certifié disque d'or en 1 mois, un 3e album qui lui permettra de franchir en 2025 le cap du million d'albums vendus à travers le monde entier,.
Forte de son talent, Clara Luciani a remporté quatre victoires de la musique: Révélation scène en 2019, Artiste interprète féminine en 2020 et en 2022, et Victoire de l'album en 2022 pour Cœur.
En outre, depuis 2022, elle œuvre sur le plan caritatif en étant marraine de la Maison des Femmes à Marseille, refuge pour les femmes victimes de violences physiques ou morales, et est nommée ambassadrice de l'UNICEF au cours d’un premier voyage au Bénin.

## Biographie

### Jeunesse et débuts en musique
Née le 10 juillet 1992 à Martigues,,,, Clara Luciani est issue d'une famille d'origine sicilienne, corse (son grand-père, décédé en 2020 des suites du covid-19, était ajaccien) et flamande (par sa grand-mère maternelle). Elle a grandi à Martigues , près de Marseille. Avant de vivre de la musique, elle étudie l’histoire de l’art à l’université d’Aix-en-Provence et exerce plusieurs petits boulots dans une pizzeria et dans une boutique de vêtements, ainsi que comme baby-sitter ou professeur particulier d'anglais.
En 2010, elle rencontre les membres du groupe La Femme dont elle devient l'une des voix féminines un temps, en 2011. Elle chante deux titres et assure les chœurs sur cinq autres chansons de l'album Psycho Tropical Berlin sorti en 2013 : La Femme (piste 3) et It's Time To Wake Up (2023) (piste 7). Elle participe à la vie du collectif, ses concerts et ses tournées pendant environ deux ans, puis quitte le groupe en 2013, juste avant de former le duo Hologram avec Maxime Sokolinski.
En 2015-2016, elle accompagne le chanteur Raphael sur scène pour sa tournée Somnambules.

### Carrière solo

#### EPMonstre d'amour
En 2017, elle assure la première partie de Benjamin Biolay et sort un premier EP, Monstre d'amour. Cet EP est enregistré avec Benjamin Lebeau (The Shoes) et Ambroise Willaume (Revolver) et est salué par la critique,.

#### AlbumSainte-Victoire

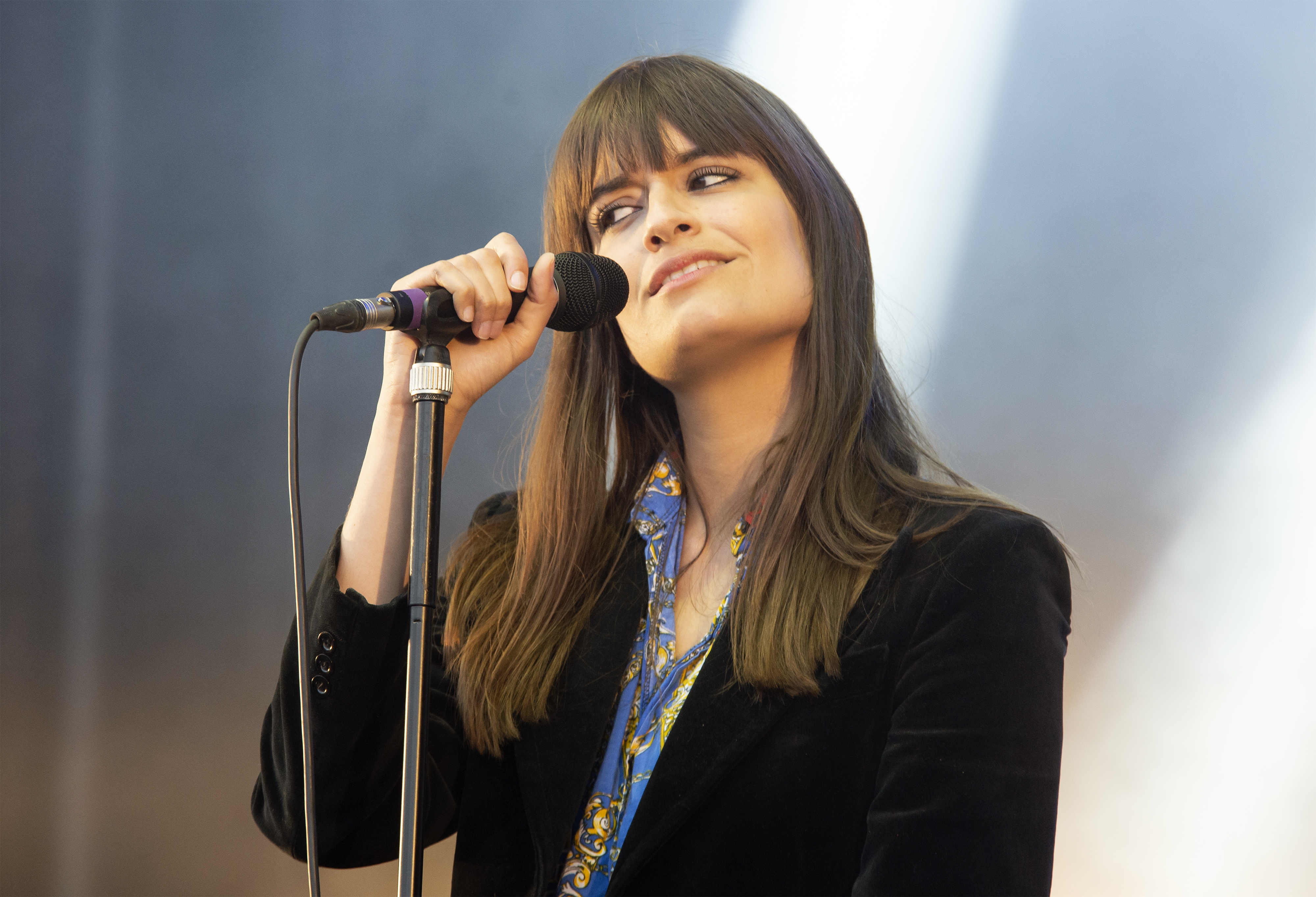
Clara Luciani au festival Papillons de nuit, en 2019, à Saint-Laurent-de-Cuves.

Le 6 avril 2018, Clara Luciani publie son premier album, Sainte-Victoire, qui reçoit un bon accueil dans la presse,,,. Fan déclarée d’Anna Karina et Gainsbourg, elle admire particulièrement les chanteuses Françoise Hardy et Nico, ainsi que les compositeurs Michel Legrand et Paul McCartney.
Le 11 janvier 2019, elle est citée aux Victoires de la musique dans la catégorie Révélation scène, Victoire qu'elle remporte le 8 février 2019,. Le même jour parait une réédition limitée de l'album Sainte-Victoire comprenant quatre titres inédits, dont une adaptation de Qu'est-ce que t'es belle interprétée en duo avec Philippe Katerine sous le titre Qu'est-ce que t'es beau.
Le 15 juin 2019, elle participe à l'émission La Chanson de l'année diffusée sur TF1 grâce au succès de son titre La Grenade.
Le 16 juin 2019, elle est l'invitée d'honneur du prix de Diane, une des plus grandes courses hippiques mondiales, en ouverture duquel elle donne un concert de 54 min sur l'hippodrome de Chantilly.
Le 22 novembre 2019 est publiée une super-édition de Sainte-Victoire comprenant cinq titres inédits supplémentaires dont le titre Ma sœur, qui est un hommage à sa sœur Léa, qui a assuré la première partie de son tout premier concert à l'Olympia en avril 2019.
Le 14 février 2020, Clara Luciani est récompensée aux Victoires de la musique dans la catégorie Artiste interprète féminine,.

#### AlbumCœur
Le 7 avril 2021, Clara Luciani annonce la sortie de son deuxième album, Cœur, pour le 11 juin 2021. L'album est composé de onze titres inédits, enregistré aux studios Ferber dont un duo avec Julien Doré. Le premier single de l'album, Le Reste, paraît le 9 avril 2021 sur YouTube sous la forme d'un clip vidéo. Le clip « à la sauce Jacques Demy » (Les Demoiselles de Rochefort) s'inspire de l'esthétique de l'univers coloré du réalisateur idole de Clara Luciani : on l'y voit « déambule[r] en chemise bleu pastel et pantalon jaune vichy dans les rues animées de son sud natal » (il est tourné à Sanary-sur-Mer, comme l'écrit dans Le Figaro Léa Mabilon qui ajoute : « le titre se déguste comme un antidote à la morosité ambiante et à l'amertume de ces longs mois passés chez soi. Avec son habituelle façon de chanter en clair-obscur les sentiments, la chanteuse redonne, une fois de plus, un peu de légèreté à la rupture, portée par l'effervescence d'un futur déconfinement. Près de trois ans après son premier album Sainte-Victoire, et son hit La Grenade, Clara Luciani s'apprête à sortir le nouveau tube de l'été ».
Le second single, Respire encore, est disque de diamant en France et donne son nom à la tournée qui suivra[réf. souhaitée].
Le 11 février 2022, elle est récompensée aux Victoires de la musique en remportant deux prix : le prix de l'Artiste féminine de l'année (qu'elle avait déjà remporté en 2020) et le prix de l'Album de l'année pour Cœur,,.
En novembre 2022 paraît l'édition limitée Cœur encore comprenant les reprises en français de 4 titres légendaires du disco funk, dont Celebration avec en featuring Kool & The Gang.

#### AlbumMon sang
Le 20 septembre 2024, elle annonce l'arrivée de son troisième album intitulé Mon sang, composé de 13 titres dont un duo avec Rufus Wainwright. Un single sort à l'occasion: Tout pour moi, avec Romance. Le premier est dédié à son fils né un an auparavant.

## Instruments

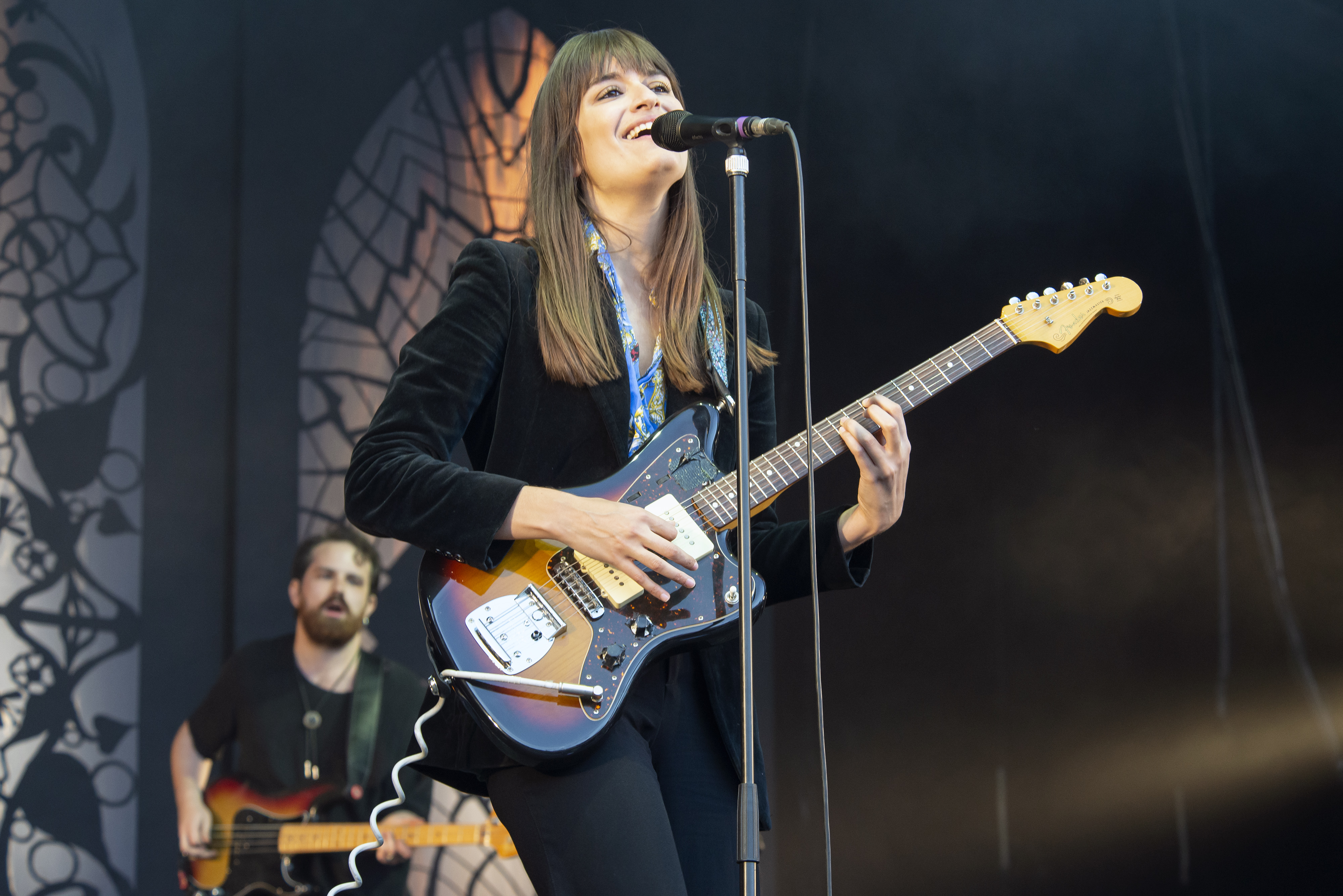
Clara Luciani s'accompagne parfois à la guitare électrique (Fender jazzmaster) - ici en 2018.

Clara Luciani s'accompagne, sur certains morceaux, à la guitare acoustique ou électrique Fender Jazzmaster (6 et 12 cordes), et même d’un tambourin depuis le Tour 2025.

## Tournées

### AlbumSainte-Victoire(Sainte-Victoire Tour)
Durant le printemps 2018, la tournée de concerts de Clara Luciani passe notamment le 28 avril par le Printemps de Bourges.
Pendant l'été 2018, sa tournée de concerts passe par plusieurs festivals – Solidays, Days Off, Francofolies de La Rochelle – et se poursuit à l'automne et pendant l'hiver 2018-2019 dans les salles de concert en France et dans les pays limitrophes francophones,,, avant de reprendre la tournée des festivals tout le printemps 2019.

### AlbumCœur(Respire Encore Tour)

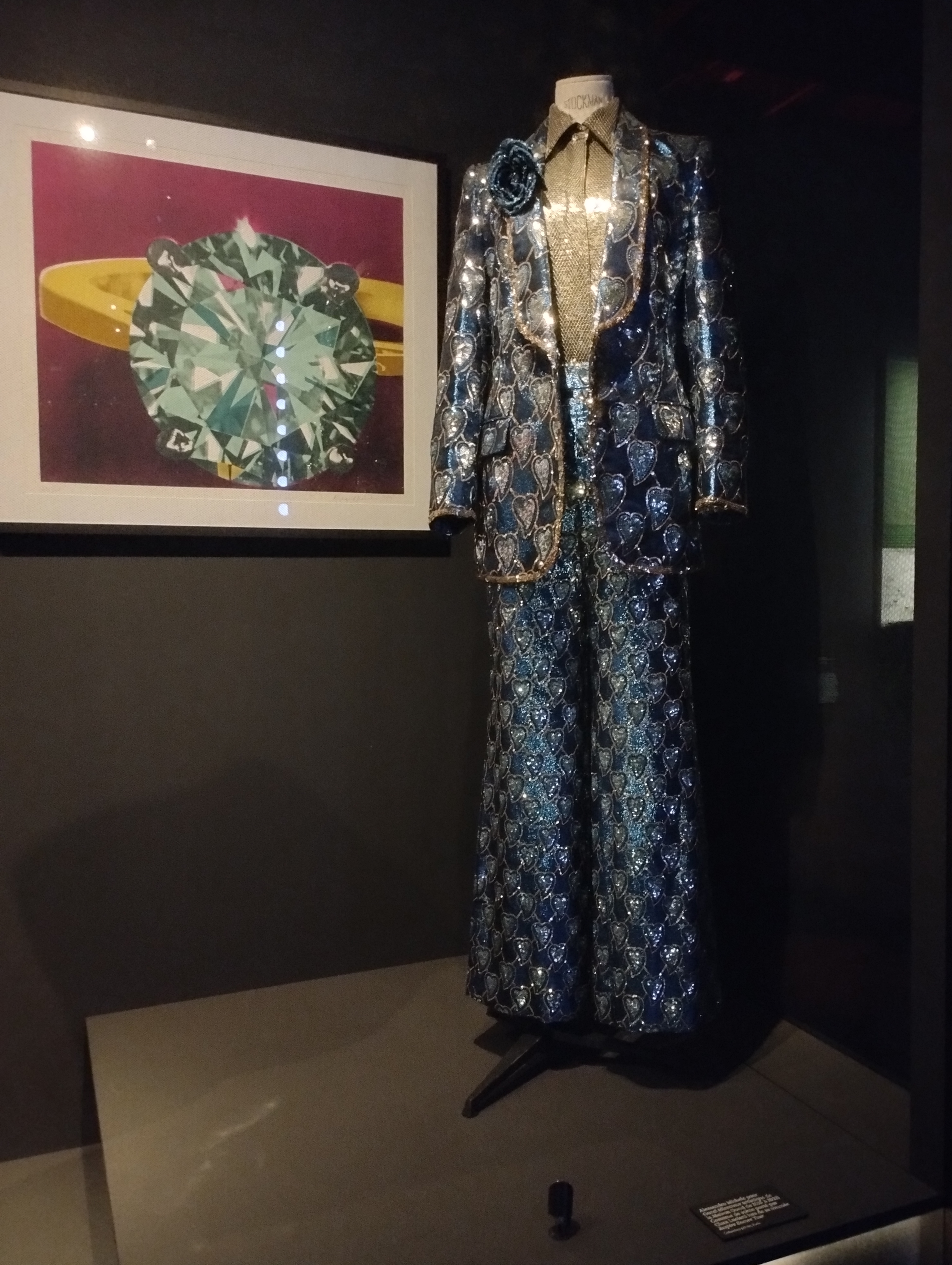
Le costume à paillettes de Clara Luciani porté lors du Respire Encore Tour.

À partir de juin 2022, elle enchaine les festivals, avant d'entamer une tournée des Zéniths et des grandes salles, appelée Respire Encore Tour, qui se terminera le 31 janvier 2023. Au cours de cet été 2022 et pour la première fois, Clara et ses musiciens devaient participer aux mythiques Eurockéennes de Belfort, mais le jour de sa programmation, la manifestation se remet tout doucement d'un orage de la veille qui a causé d'importants dégâts faisant la une des journaux télévisés nationaux, le concert de Clara est annulé comme beaucoup d'autres.
Forte de son tube La Grenade, Clara Luciani va sillonner les routes pendant plus de deux ans pour donner près de 300 concerts, même au Canada,, le tout affichant complet parmi ses tournées de 2022 à 2023, notamment lors de ses tout premiers concerts à Bercy.

### AlbumMon sang (Tour 2025)
Le 4 avril 2024, sur ses réseaux sociaux, Clara Luciani annonce qu'elle retournera sur les routes des Zénith de France début 2025. À l'aube de la sortie de son nouvel album intitulé Mon sang, elle ouvre une billetterie de dernière minute pour fêter la sortie de ce nouvel album avec deux concerts à guichets fermés à l'Olympia les 17 et 18 décembre 2024.
Sa tournée démarrera le 18 janvier à Amiens. Fort du succès de son nouvel album, sa tournée affiche à de nombreuses reprises complet et elle rajoute des dates supplémentaires en fin d'année 2025 et en début d'année 2026 où elle achèvera sa tournée avec deux concerts à Bercy les 18 et 19 février.
En février 2025, la réplique de cire de Clara Luciani est inaugurée au Musée Grévin.

## Vie privée
En corse, son nom signifie « petite lumière ». Clara grandit à Martigues , municipalité limitrophe de Marseille. Sa mère, Évelyne, est aide-soignante, et son père, Jean-Marc, est employé de banque. Enfant solitaire, elle se réfugie dans l’écriture pour fuir les moqueries de ses camarades sur son physique, à l'âge de onze ans elle mesurait déjà 1,76 m (5′ 9″), de plus elle est première de sa classe avec un style « rétro-étrange ». Fan des livres sur Harry Potter et de poésie, sa professeur de français au collège, remarquant son potentiel d'écriture et la voyant en difficulté, s'adresse à la classe en déclarant : « Souvenez-vous de son nom parce qu'un jour, on pourra acheter ses livres en librairie », un des encouragements importants qui l'ont soutenue pour mieux grandir.
Au cours du mois de novembre 2021, Clara Luciani déclare au Parisien souffrir de tremblement essentiel. Pour contrôler ces mouvements anormaux durant les concerts, elle tient le micro des deux mains comme pour chercher l'équilibre. Sa fatigue et son stress peuvent accentuer ce trouble.
Clara Luciani partage sa vie avec le chanteur du groupe Franz Ferdinand, Alex Kapranos. Ils se sont mariés le 27 mai 2023 en Écosse.
Le 14 mai 2023, Clara Luciani annonce sur sa page Instagram être enceinte de son premier enfant. Elle accouche le 18 septembre d'un garçon.

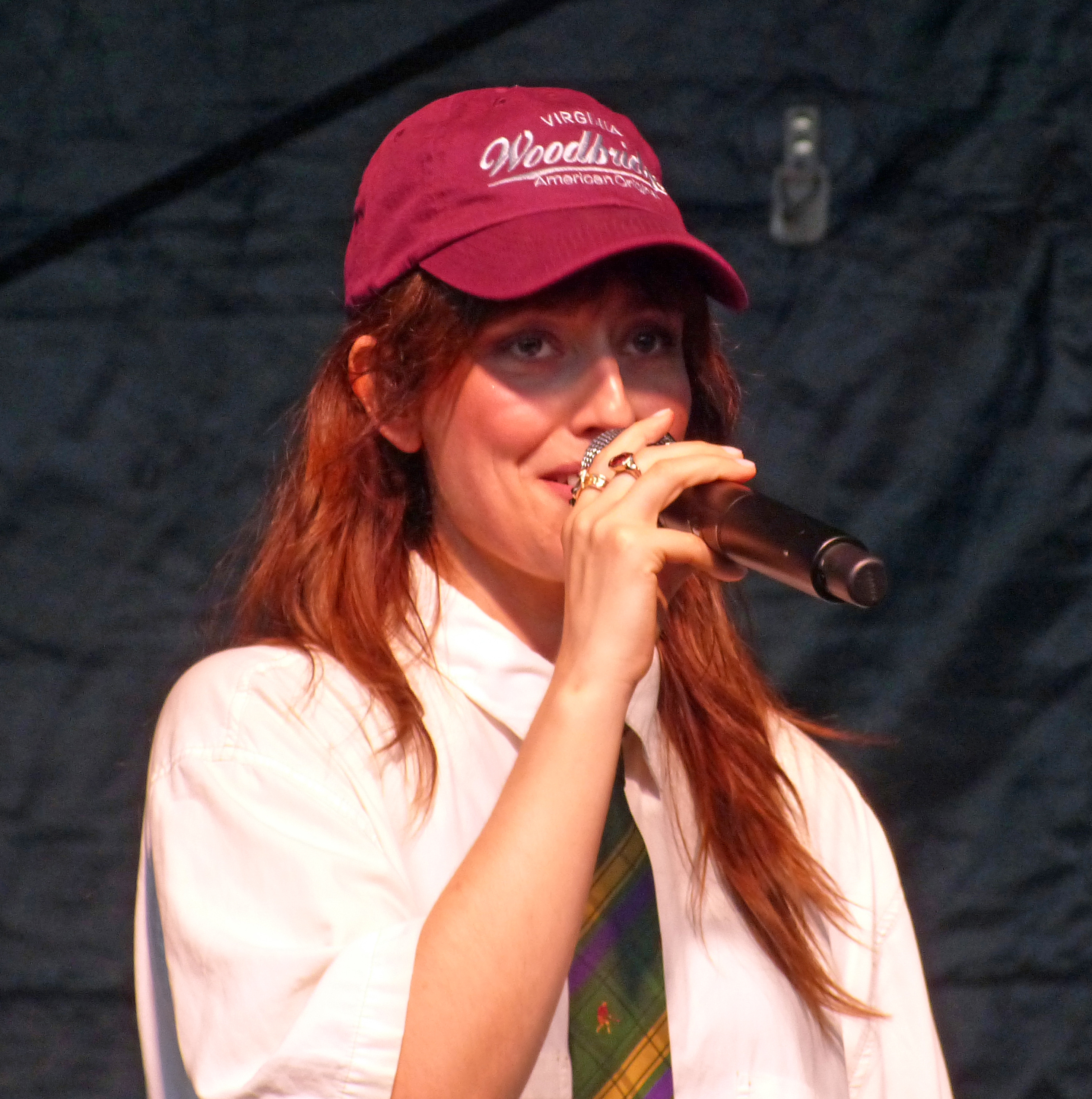
Ehla en concert à Metz en 2023

Sa sœur aînée, Léa, née en 1988, également chanteuse sous le nom d'Ehla, a fait partie du groupe The Mess (en) qui a remporté en 2013 la dernière édition de l'émission télévisée Popstars. En 2019, Clara lui dédie la chanson Ma sœur.

## Engagements humanitaires et caritatifs
En dehors de la musique, Clara Luciani est aussi une personne engagée: 
- En septembre 2022, Clara Luciani inaugure la Maison des Femmes, à Marseille dont elle est la marraine. Cette structure sert de refuge aux femmes confrontées aux violences physiques, sexuelles et psychologiques[8]. Par ailleurs, les écoutes et recettes ventes de la chanson Cœur de l'artiste sont reversées à l'association jusqu'à la fin de cette même année[62].
- En avril 2024, la chanteuse est nommée ambassadrice de l'UNICEF après un premier voyage au Bénin[9].

## Discographie

### Singles
| Titre                    | Année | Meilleure position | Meilleure position | Meilleure position | Meilleure position | Certifications  | Album                           |
| Titre                    | Année | FRA                | FRA Ventes         | WAL                | ROM                | Certifications  | Album                           |
| ------------------------ | ----- | ------------------ | ------------------ | ------------------ | ------------------ | --------------- | ------------------------------- |
| Pleure Clara, pleure     | 2017  | —                  | —                  | —                  | —                  |                 | Monstre d'amour (EP)            |
| Comme toi                | 2017  | —                  | —                  | —                  | —                  |                 | Monstre d'amour (EP)            |
| La Grenade               | 2018  | 22                 | 2                  | 5                  | 7                  | - FRA : Diamant | Sainte-Victoire                 |
| Les Fleurs               | 2018  | —                  | —                  | —                  | —                  | - FRA : Or      | Sainte-Victoire                 |
| La Baie                  | 2018  | —                  | 165                | 38                 | —                  | - FRA : Or      | Sainte-Victoire                 |
| Nue                      | 2019  | 118                | 10                 | 12                 | —                  | - FRA : Diamant | Sainte-Victoire (réédition)     |
| Ma sœur                  | 2019  | 151                | 9                  | 51                 | —                  | - FRA : Or      | Sainte-Victoire (super-édition) |
| Le Reste                 | 2021  | 29                 | 2                  | 2                  | —                  | - FRA : Diamant | Cœur                            |
| Respire encore           | 2021  | 44                 | —                  | 12                 | —                  | - FRA : Diamant | Cœur                            |
| Amour toujours           | 2021  | 68                 | —                  | 10                 | —                  | - FRA : Platine | Cœur                            |
| Cœur                     | 2022  | 181                | —                  | 21                 | —                  | - FRA : Or      | Cœur                            |
| Tout le monde (sauf toi) | 2023  | 199                | —                  | 15                 | —                  | - FRA : Or      | Cœur                            |
| Tout pour moi            | 2024  | 94                 | —                  | 21                 | —                  | - FRA : Or      | Mon sang                        |
| Courage                  | 2025  | —                  | —                  | 17                 | —                  |                 | Mon sang                        |

### Singles en collaboration
| Titre                                                       | Année | Meilleure position | Certifications  | Album  |
| Titre                                                       | Année | FRA                | Certifications  | Album  |
| ----------------------------------------------------------- | ----- | ------------------ | --------------- | ------ |
| Avant tu riais (Nekfeu featuring Clara Luciani)             | 2016  | 57                 | - FRA : Diamant | Cyborg |
| Qu'est-ce qu'on y peut ? (Pierre Lapointe et Clara Luciani) | 2019  | —                  |                 |        |

## Participations et collaborations

### Chœurs
- 2012 : Sur la chanson Into The Blue du groupe Greatwaves
- 2020 : Sur la chanson Centre Ville de Calogero

### Écritures
- 2021 : Deux titres, Mon refuge et L'homme a nagé, sur l'album Terrien de Julien Clerc

### Duos sur ses propres albums
- 2019 : La chanson de Delphine avec Vladimir Cauchemar sur Sainte-Victoire
- 2021 : Sad & Slow[67] avec Julien Doré sur Cœur

### Reprises
- 2017 : Version en duo sur la chanson On se sait par cœur[67] de et avec Calogero
- 2018 : La baie sur l’album Sainte-Victoire reprise de The Bay sur l'album The English Riveira de Metronomy  .
- 2019 : Qu'est-ce qu'on y peut de et avec Pierre Lapointe sur l'album Pour déjouer l'ennui
- 2020 : Chanson pour ma vieille sur l'album hommage à Guy Béart De Béart à Béart(s)
- 2020 : La Fille du Père Noël reprise de Jacques Dutronc

### Chansons originales
- 2016 : La plage titulaire de l'album I Could be happy du groupe Nouvelle Vague[67]
- 2021 : Beaux générique de la série L'École de la vie

### Chansons originales (Duos et collectifs)
- 2014 : Album Bristol, nouveau projet de Marc Collin (Nouvelle Vague), Safe from Harm et Widows by the Radio
- 2015 : Summer du groupe Aufgang
- 2016 : Avant tu riais sur l'album Cyborg de Nekfeu[67]
- 2017 : On se sait par cœur avec Calogero sur son album Liberté chérie[67]
- 2018 : Debout les Femmes (l'hymne du MLF) avec un collectif de 39 femmes
- 2019 : Toi mon amour de Marc Lavoine sur le best of Morceaux d'amour
- 2019 : Future Shock de Marc Collin sur la B.O. Le choc du futur
- 2019 : Sitôt avec Alex Beaupain sur l'album Pas plus le jour que la nuit
- 2020 : Holidays sur l'album Deezer Souvenirs d'été
- 2020 : L'île au lendemain avec Julien Doré sur l'album Aimée[67]
- 2020 : La bonne étoile avec -M- et Ibrahim Maalouf sur l'album live Le super grand petit concert
- 2020 : Le premier bonheur du jour avec Thomas Dutronc sur la réédition de Frenchy
- 2021 : Si tu pars ne dis rien avec Raphaël sur l'album Haute fidélité
- 2022 : Santa Clara avec Benjamin Biolay sur l'album Saint-Clair
- 2024 : La Haine avec Youssef Swatt's sur l’album de l’adaptation en comédie musicale du film La Haine

### Au sein du groupe La Femme
- 2013 : Psycho Tropical Berlin (uniquement piste 3 : La Femme ; et piste 7 : It's Time To Wake Up (2023))[67]
- 2021 : Paradigmes

## Distinctions

### Décorations
- Chevalière de l'ordre des Arts et des Lettres (2025)

### Victoires de la musique
| Année | Travail nommé       | Catégorie                   | Résultat   |
| ----- | ------------------- | --------------------------- | ---------- |
| 2019  | Elle-même           | Artiste révélation scène    | Lauréat    |
| 2020  | Elle-même           | Artiste interprète féminine | Lauréat    |
| 2022  | Elle-même           | Artiste interprète féminine | Lauréat    |
| 2022  | Cœur                | Album                       | Lauréat    |
| 2022  | Le Reste            | Création audiovisuelle      | Nomination |
| 2022  | Respire encore      | Chanson originale           | Nomination |
| 2023  | Cœur                | Chanson originale           | Nomination |
| 2023  | Respire encore Tour | Concert                     | Nomination |
| 2025  | Elle-même           | Artiste interprète féminine | Nomination |
| 2025  | Mon sang            | Album                       | Nomination |
| 2025  | Tout pour moi       | Chanson originale           | Nomination |

### La Chanson de l'année
| Année | Travail nommé | Catégorie          | Résultat   |
| ----- | ------------- | ------------------ | ---------- |
| 2019  | La Grenade    | Chanson de l'année | Nomination |
| 2020  | Ma sœur       | Chanson de l'année | Nomination |
| 2021  | Le Reste      | Chanson de l'année | Nomination |

### NRJ Music Awards
| Année | Travail nommé  | Catégorie                               | Résultat   |
| ----- | -------------- | --------------------------------------- | ---------- |
| 2020  | Elle-même      | Artiste féminine francophone de l'année | Nomination |
| 2021  | Elle-même      | Artiste féminine francophone de l'année | Nomination |
| 2021  | Respire encore | Chanson francophone de l'année          | Nomination |
| 2022  | Elle-même      | Artiste féminine francophone de l'année | Nomination |
| 2022  | Elle-même      | Tournée francophone de l'année          | Nomination |

### Académie Charles-Cros
| Année | Travail nommé   | Catégorie            | Résultat |
| ----- | --------------- | -------------------- | -------- |
| 2018  | Monstre d’amour | Coup de Cœur chanson | Lauréat  |

## Filmographie

### Cinéma
- 2019 : Le Choc du futur de Marc Collin : Clara
- 2024 : Joli Joli de Diastème : Léonore Alister

### Télévision
- 2022 : Il était une fois Marseille, documentaire de Hugues Nancy (voix off)
- 2023 : Clara Luciani : Ça commence comme ça, documentaire de Philippe Lézin (voix off)

### Doublage
- 2024 : Zak & Wowo, la légende de Lendarys, film d'animation de Philippe Duchêne et Jean-Baptiste Cuvelier : Indiana[69]